# Serengeti

Bản đồ các vườn quốc gia trên lãnh thổ Tanzania

Hệ sinh thái xa-van Serengeti (/ˌsɛrənˈɡɛti/) nằm trên lãnh thổ châu Phi, trải dài từ phía Bắc Tanzania đến Tây Nam Kenya trong phạm vi từ số 1 đến số 3 vĩ độ Nam và 34 đến 36 kinh độ Tây với diện tích khoảng 30.000 km2 (12.000 dặm vuông Anh). Phần diện tích nằm trên lãnh thổ Kenyan của Serengeti còn được biết đến với tên gọi Maasai (Masai) Mara.
Đồng cỏ Serengeti là một trong bảy kì quan thiên nhiên châu Phi và một trong mười kì quan của thế giới với cuộc di cư khổng lồ của những đàn động vật có vú diễn ra hàng năm. Đồng cỏ Serengeti cũng nổi tiếng với những đàn sư tử với số lượng đông đảo và là một trong những điểm đến tuyệt vời nhất cho những ai muốn chiêm ngưỡng cuộc sống trong thiên nhiên hoang dã của chúng. Tại đây, Tanzania đã thành lập công viên quốc gia Serengeti và một vài khu bảo tồn khác.
Các nhà khoa học đã tìm thấy khoảng 70 loài động vật có vú lớn và khoảng 500 loài chim đặc hữu tại Serengeti. Sự đa dạng sinh học này bắt nguồn từ môi trường sống vô cùng phong phú tại đây, từ rừng ven sông, đầm lầy, đồi núi thấp đến môi trường đồng cỏ và rừng thưa. Linh dương đầu bò, linh dương gazelle, ngựa vằn và trâu rừng là những loài phổ biến nhất tại đây.
Gần đầy, một cuộc phản đối đã dấy lên quanh đề án xây dựng một con đường chạy xuyên qua Serengeti.
Từ "Serengeti" bắt nguồn từ tiếng Maasai có nghĩa là "Cánh đồng bất tận".

## Lịch sử
Phần lớn diện tích Serengeti nằm ở những khu vực hoang vu nhất châu Phi. Tại đây, thổ dân Maasai là những chiến binh dũng cảm nhất. Họ sống chia sẻ môi trường sống cùng các loài động vật hoang dã, nhưng không săn bắt chúng, mà sống dựa vào chăn nuôi gia súc. Trong lịch sử, danh tiếng và sức mạnh của người Maasai đã ngăn cản những người di cư châu Âu săn bắt và khai thác các nguồn tài nguyên trên lãnh thổ này. Tuy nhiên, dịch tả trâu bò và nạn hạn hán diễn ra suốt những thập niên 1890 đã làm suy giảm đáng kể về số lượng của cả người Maasai và động vật hoang dã. Vào thế kỉ thứ 20, chính phủ Tanzanian đã giúp người Maasai tái định cư quanh khu vực miệng núi lửa Ngorongoro. Tránh khỏi các hoạt động xâm hại và đốt rừng của con người, khu vực này đã phát triển thành vùng rừng thưa và rừng cây bụi rậm trong 30 đến 50 năm sau đó. Hiện nay, ruồi Tsetse (ruồi ngủ xê xê) lại góp phần bảo vệ khu vực này khỏi sự xâm hại của con người.
Đến giữa những thập niên 70, loài linh dương đầu bò và trâu rừng đã khôi phục lại số lượng, giảm bớt diện tích các đồng cỏ, qua đó gián tiếp đã làm hạn chế các vụ cháy rừng  và giúp những trảng cây keo phát triển trở lại.

## Cuộc đại di cư

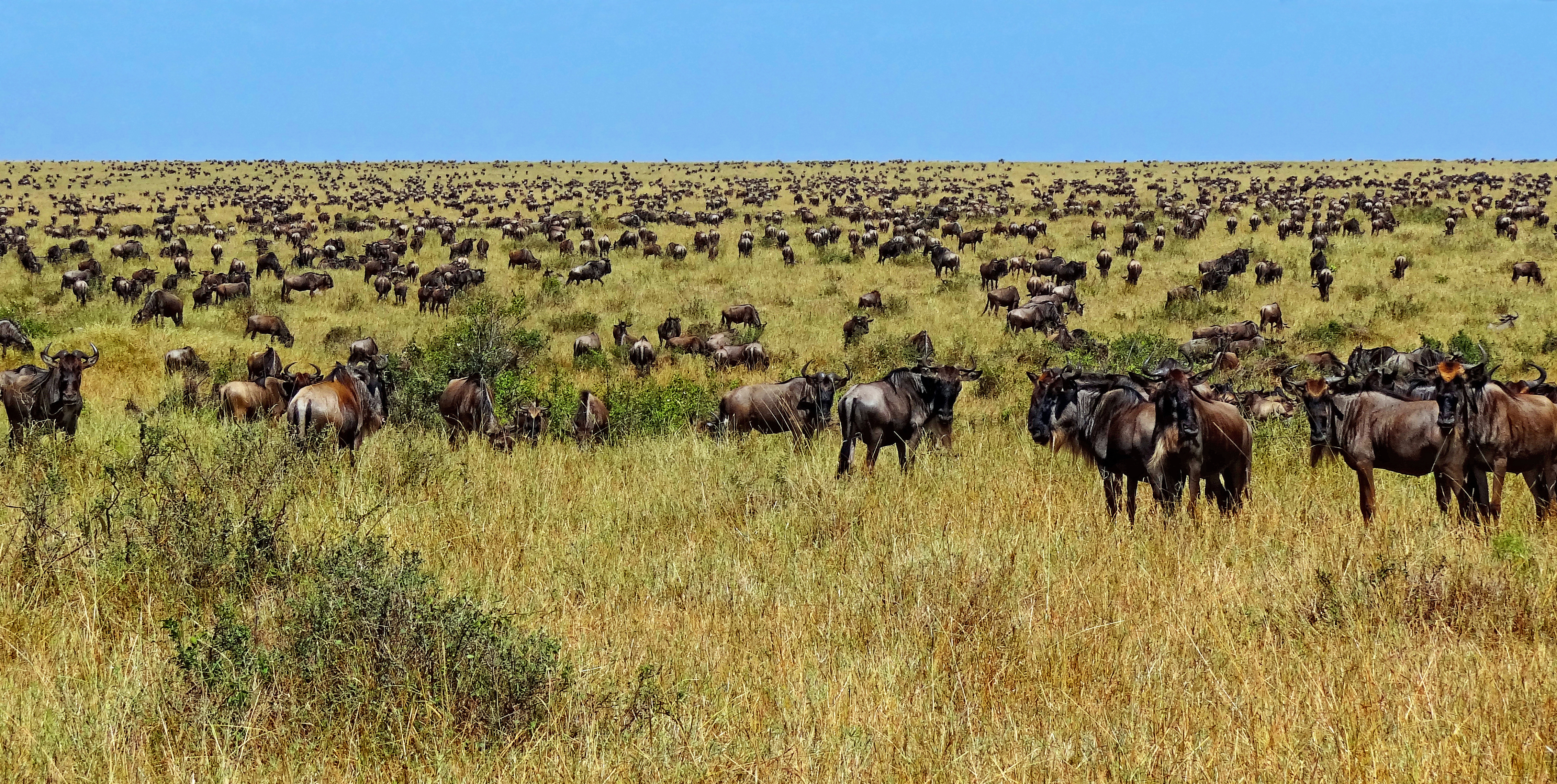
Đàn linh dương đầu bò đang tiến hành cuộc di cư hàng năm

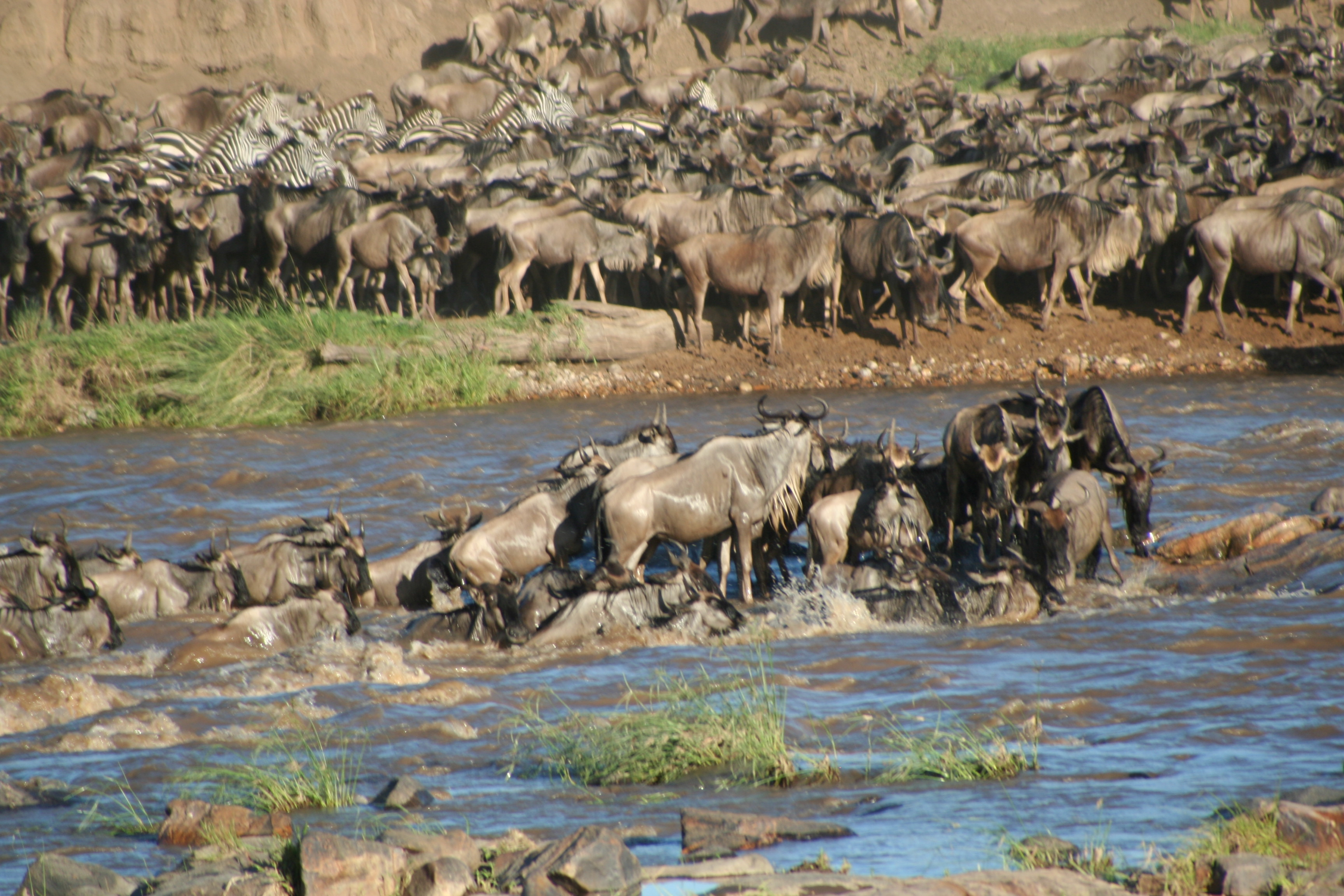
Linh dương đầu bò vượt sông trong khi di cư tại Serengeti

Vào một khoảng thời gian nhất định hàng năm, những đàn linh dương đầu bò sẽ tiến hành một cuộc đại di cư từ khu vực Ngorongoro, phía nam thảo nguyênn Serengeti, Tanzania. Nguyên nhân của cuộc đại di cư này là sự dịch chuyển của nguồn thức ăn từ khoảng tháng 1 đến tháng 3. Đây cũng là mùa sinh sản của các loài động vật ăn cỏ – khi lượng mưa dồi dào thúc đẩy những đồng cỏ phát triển, cung cấp lượng thức ăn phong phú cho hơn 750.000 con ngựa vằn, 1,2 triệu con linh dương đầu bò và theo đó là hàng trăm ngàn các loài động vật đồng cỏ khác.
Suốt tháng 2, linh dương đầu bò tập trung tại những cánh đồng cỏ thấp phía tây nam và cho ra đời khoảng 500.000 con non trong vòng từ 2 đến 3 tuần: một sự đồng bộ đáng kinh ngạc trong thiên nhiên. Một vài con bê con sinh ra trước hoặc sau khoảng thời gian này rất khó sống sót bởi vì chúng sẽ trở thành mục tiêu vô cùng bắt mắt cho những con thú săn mồi khi đứng cạnh những con bê ra đời từ mùa trước. Khi mùa mưa kết thúc, đàn thú sẽ bắt đầu cuộc hành trình ngược trở lại khu vực Tây Bắc, xung quanh khu vực sông Grumeti, và chúng thường ở lại đó cho đến cuối tháng 6. Cuộc đại hành trình sẽ diễn ra vào tháng 7 với sự di cư của những đàn linh dương đầu bò, ngựa vằn và linh dương châu Phi quay trở về phương bắc. Cuối tháng 7, đầu tháng 8 chúng sẽ đến biên giới Kenyan (linh dương Thomson và linh dương Grant chỉ di cư theo hai hướng đông/tây). Đầu tháng 11, khi những cơn mưa nhỏ bắt đầu báo hiệu mùa mưa, cuộc di cư về phương nam lại bắt đầu, hướng đến những cánh đồng cỏ thấp tây nam, và thường kết thúc vào tháng 12 để chuẩn bị cho mùa sinh sản vào tháng 2 hàng năm.
Mỗi năm, có khoảng 250.000 con linh dương đầu bò mất mạng trên hành trình 800 kilômét (500 mi) từ Tanzania đến khu bảo tồn Maasai Mara tại Kenya. Cái chết thông thường đến từ đói khát, kiệt sức hoặc những kẻ săn mồi họ nhà mèo. Cuộc di cư đã từng được ghi lại trong bộ phim tài liệu năm 1994, Africa: The Serengeti. Một cuộc di cư nhỏ hơn cũng diễn ra tại nam Sudan.

## Hệ sinh thái

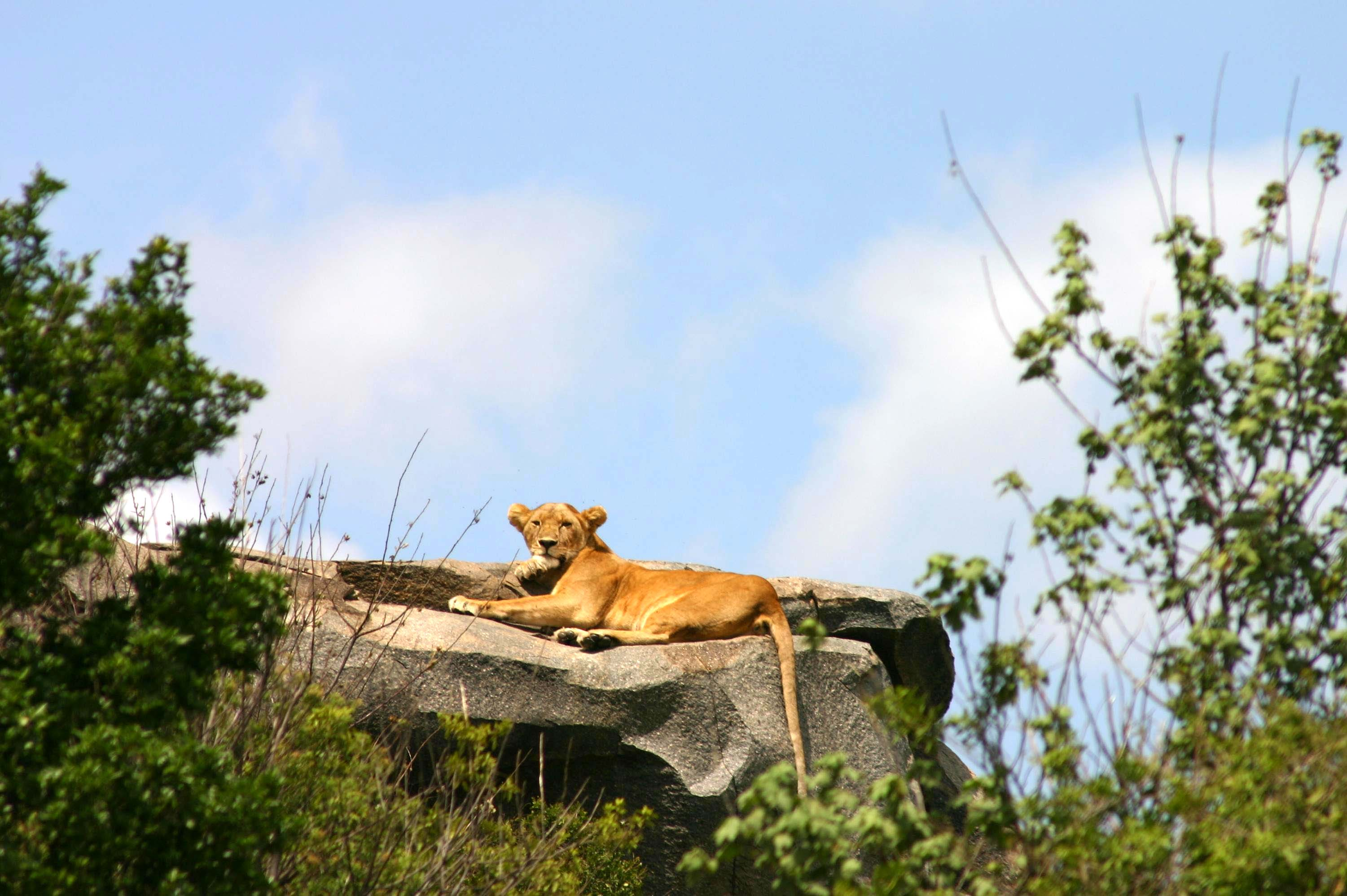
Con sư tử cái trên một mỏm đá

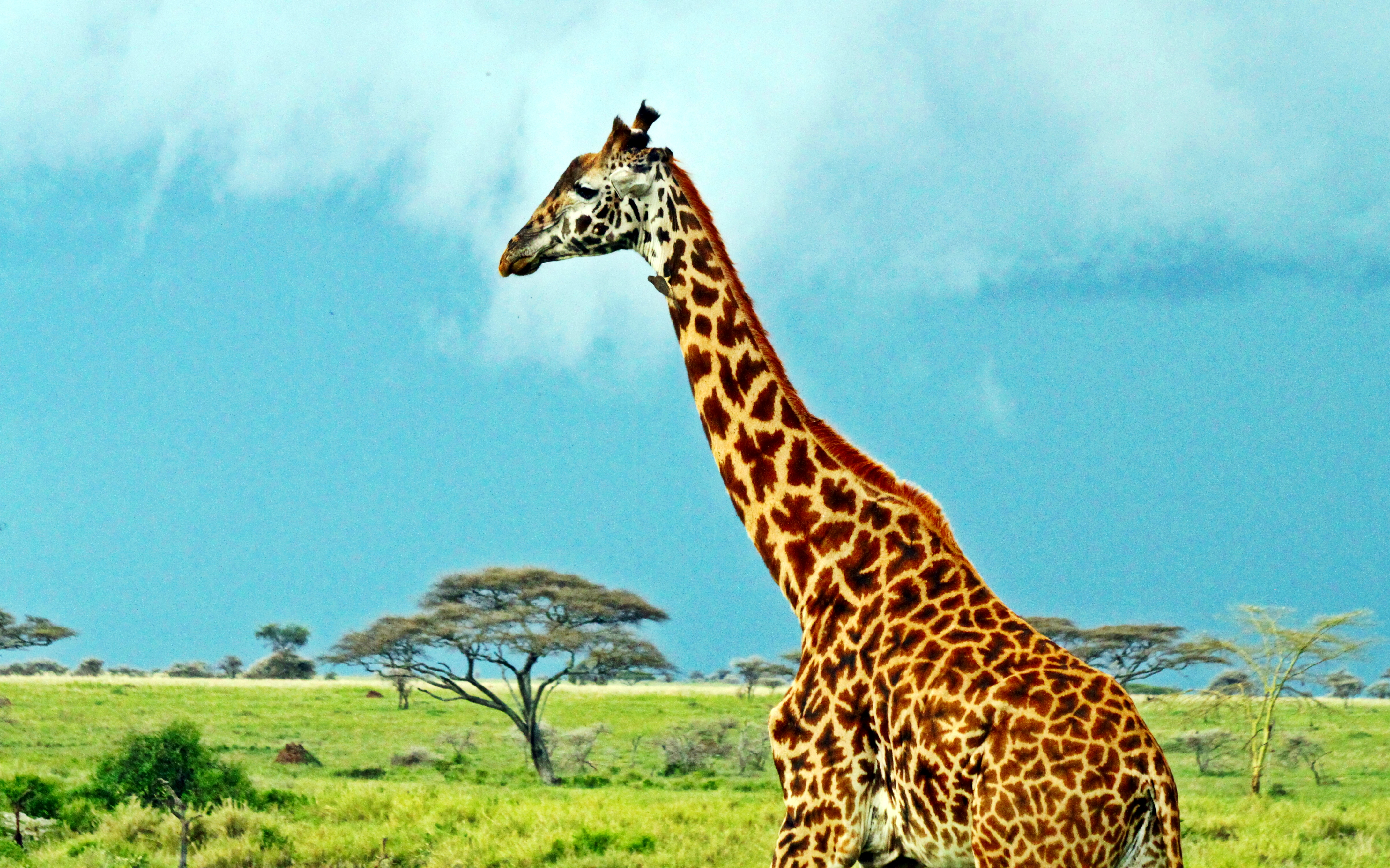
Hươu cao cổ Masai tại công viên quốc gia Serengeti, Tanzania

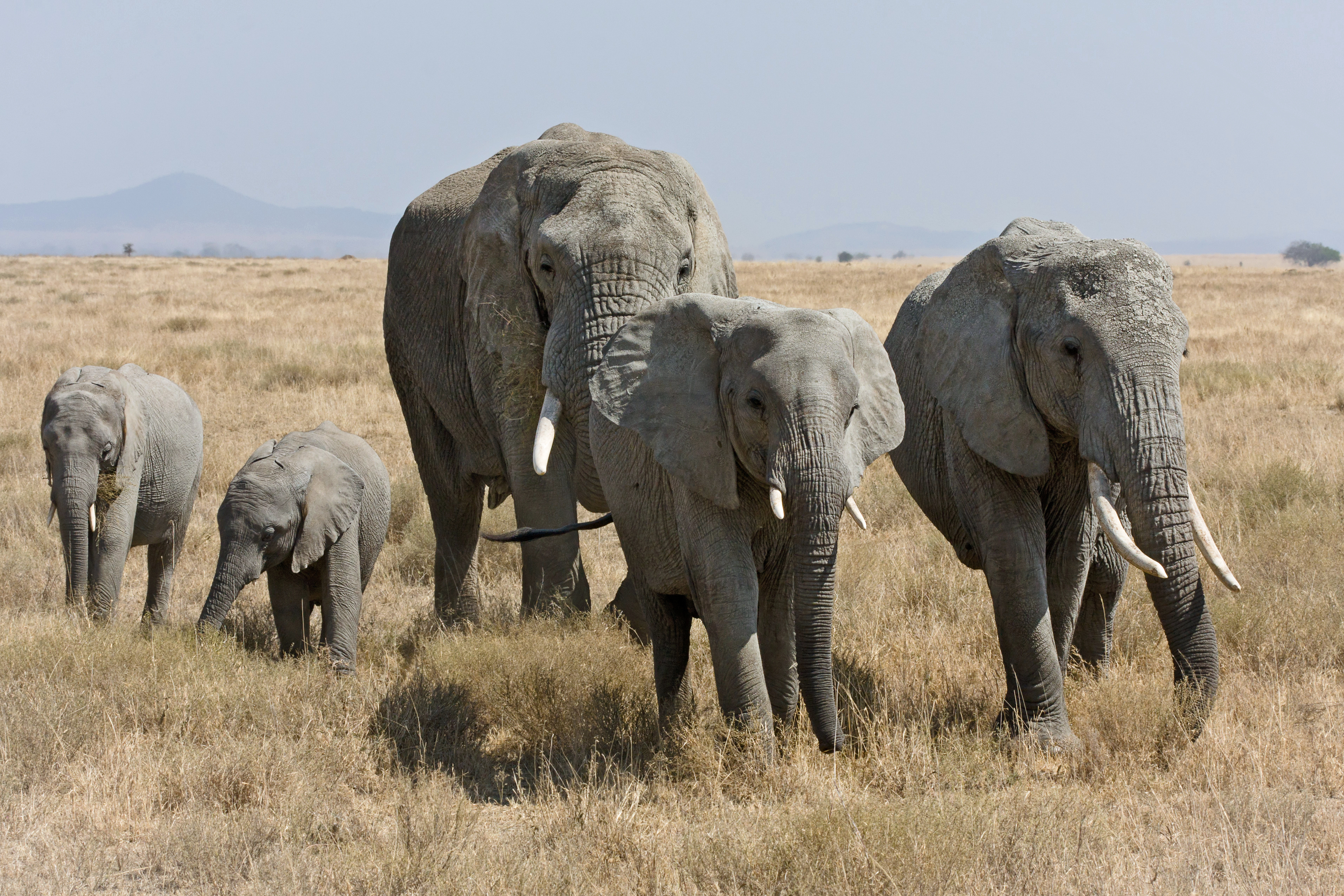
Một đàn Voi bụi rậm châu Phi tại đồng cỏ Serengeti

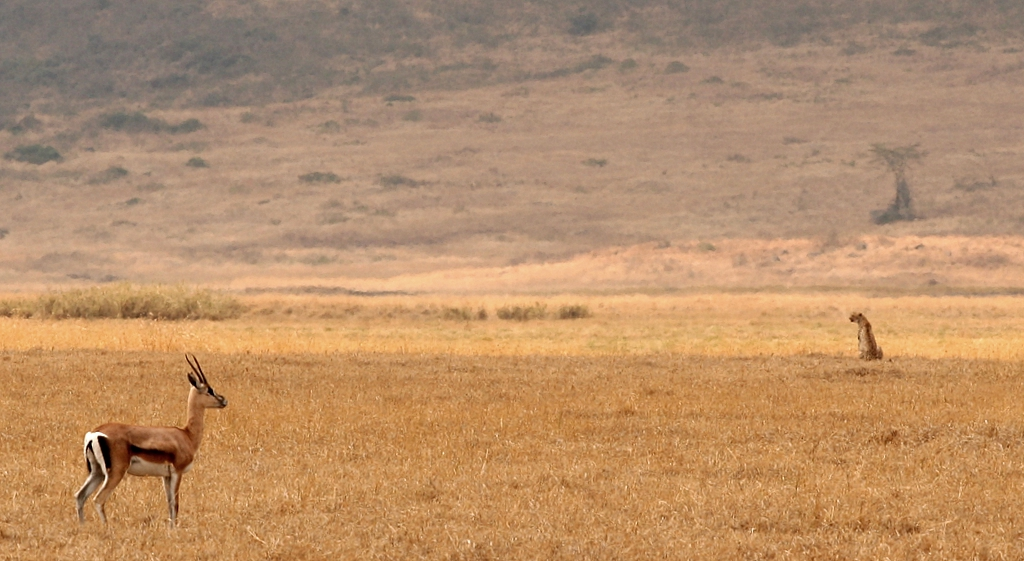
Linh dương Gazelle và báo đốm châu Phi

Đồng cỏ Maasai có những khu vực với hoàn cảnh sinh sống tuyệt vời nhất Tây Phi cho các loài động vật hoang dã. Chính phủ Tanzania và Kenya hiện nay đang duy trì một số khu vực bảo vệ như các công viên quốc gia, các khu bảo tồn, vùng đệm,... đặt hơn 80% diện tích Serengeti dưới sự bảo hộ của luật pháp.
Ol Doinyo Lengai, ngọn núi lửa còn hoạt động duy nhất tại Serengeti, hiện vẫn tiếp tục phun trào dung nham carbonatite. Loại dung nham này khi tiếp xúc với không khí sẽ chuyển màu từ đen sáng trắng, nhìn hơi giống với soda tẩy rửa. Khi lớp tro bụi núi lửa tích tụ đủ dày, chúng có thể chuyển thành nền đất rất giàu calci và cứng như xi măng khi gặp mưa. Ol Doinyo Lengai còn được gọi là thánh địa của Maasai.
Khu vực phía nam Serengeti nằm ở sườn đón mưa của cao nguyên Ngorongoro, bao phủ bởi khu vực đồng trống cỏ thấp và rất nhiều loài thực vật hai lá mầm nhỏ. Về điều kiện thổ nhưỡng, phía trên cùng là lớp đất giàu dinh dưỡng, xuống sâu hơn là một lớp mỏng đá cứng giàu calci. Đồng cỏ hơi dốc về hướng tây bắc đưa đến một vài thay đổi trong hệ thực vật và những thảm cỏ cao hơn. Xa về phía tây khoảng 70 km (43 mi) là vùng rừng keo thưa, hướng tây kéo dài cho đến tận hồ Victoria, hướng bắc kéo dài đến giáp đồng bằng Loita và phía bắc của vườn quốc gia Maasai Mara. Các nhà khoa học đã thống kê được 16 loài keo trong khu vực này, phân bố theo các vùng thổ nhưỡng khác nhau. Gần hồ Victoria là khu vực đồng cỏ gập nước, vốn xưa kia là đáy hồ cổ. Xa hơn về phía tây bắc, sự thay đổi địa chất dẫn đến sự thay thế các trảng keo bằng rừng thưa lá rộng Terminalia-Combretum.
Đây cũng là khu vực có lượng mưa lớn nhất ở Serengeti, dẫn đến những cuộc di cư của các loài động vật móng guốc cuối mùa khô.
Độ cao so với mực nước biển của Serengeti dao động trong khoảng từ 920 đến 1.850 mét (3.020 đến 6.070 ft) với nền nhiệt trung bình từ 15 đến 25 độ C. Mặc dù khí hậu khá khô và ấm, Serengeti vẫn có hai mùa mưa trong năm: từ tháng 3 đến tháng 5, và một mùa ngắn hơn trong tháng 10 và 11. Lượng mưa cũng thay đổi từ mức tối thiểu 508 mm (20 in) ở khu vực khuất gió của cao nguyên Ngorongoro đến mức tối đa 1.200 mm (47 in) ở quanh vùng hồ Victoria. Khu vực cao nguyên, với nền nhiệt thấp hơn khá nhiều vùng đồng bằng và bao phủ bởi hệ sinh thái rừng núi cao, đánh dấu biên giới phía tây của khu vực bồn địa Serengeti.
Đồng bằng Serengeti tồn tại một số vùng đồi núi thấp hình thành từ đá granite và đá gneiss. Địa hình này là kết quả của những vận động núi lửa, đồng thời cung cấp tiểu sinh cảnh các cho hệ sinh thái phi đồng cỏ. Một trong số các đồi thấp được các du khách vô cùng yêu thích khi đến Serengeti là mỏm Simba (Mỏm Sư Tử). Đồng cỏ Serengeti cũng là bối cảnh cho bộ phim hoạt hình Vua sư tử của hãng Disney and và một số tác phẩm sân khấu sau này.
Olduvai Gorge và miệng núi lửa Ngorongoro (thuộc Vùng bảo tồn Ngorongoro, Serengeti) là nơi đã phát hiện được một số mẫu hóa thạch cổ xưa nhất của động vật họ Người.